# خلا فاندکاویه
خِلا فاندکاویه (هلندی: Gella Vandecaveye؛ زادهٔ ۵ ژوئن ۱۹۷۳) جودوکار اهل بلژیک بود.